# Vahagn Haceaturian
Vahagn Garniki Haceaturian (în armeană:Վահագն Գառնիկի Խաչատուրյան, n. 22 aprilie 1959, Sisian, Republica Sovietică Socialistă Armeană, URSS) este un politician armean, al cincilea președinte al Armeniei, începând din martie 2022. Pana in 2017 a fost membru al Partidului Congresul Național Armean, devenind ulterior deputat independent. In anii 1992-1996 el a fost primar al orașului Erevan , iar in anii 2021-2022 a îndeplinit funcția de ministru al industriei high-tech al Armeniei. Haceaturian este economist de profesie.

## Biografie
Vahagn Garniki Haceaturian s-a născut în 1959 la Sisian în Armenia sovietică. În 1976 a terminat cu medalie de aur studiile liceale la Liceul nr.118 din Erevan. În 1980 a terminat studii universitare la Institutul de Economie Națională din Erevan, cu diploma de economist. În anii 1982-1989 a lucrat la Compania Hrazdan Maș, iar în 1989-1992 a fost vicedirector general al uzinei Mars. După căderea regimului comunist a activat în partidul Republica, și apoi în Congresul Național Armean până în 2017, când a devenit independent. În anii 1990-1996 a fost membru în consiliul primăriei Erevan, iar între 1992-1996 a fost primarul capitalei Erevan.În 1995-1999 a fost membru în Adunarea Națională a Armeniei, iar in 1996-1998 consilier al președintelui Armeniei,Levon Ter-Petrosian. În 2002 a fost numit vicepreședinte al Centrului de Studii Politice, Drept și Cercetării Economice.  
În august 2021- 2022 a fost ministrul industriei high tech în guvernul Pașinian.

### Președinte al Armeniei
În urma demisiei președintelui Armen Sarkissian in ianuarie 2022,partidul de guvernământ, Partidul Contractului Civil, a propus candidatura lui Haceaturian la președinția țării. El a fost ales de Parlament după un al doilea tur de scrutin. 
În 2022 el a vizitat Sankt Petersburg cu ocazia aniversării a 25-a Forumului International Sankt Petersburg
În 2023 a fost confruntat cu recucerirea regiunii Nagorno-Karabakh de către Azerbaidjan și refugierea în Armenia a populației armene din zona respectivă.

## Viața privată
Haceaturian este căsătorit și are doi copii. În afara limbii materne, armeana, el vorbește engleza și rusa.